# Mammillaria rhodantha
Mammillaria rhodantha là một loài thực vật có hoa trong họ Cactaceae. Loài này được Link & Otto mô tả khoa học đầu tiên năm 1828.

## Hình ảnh

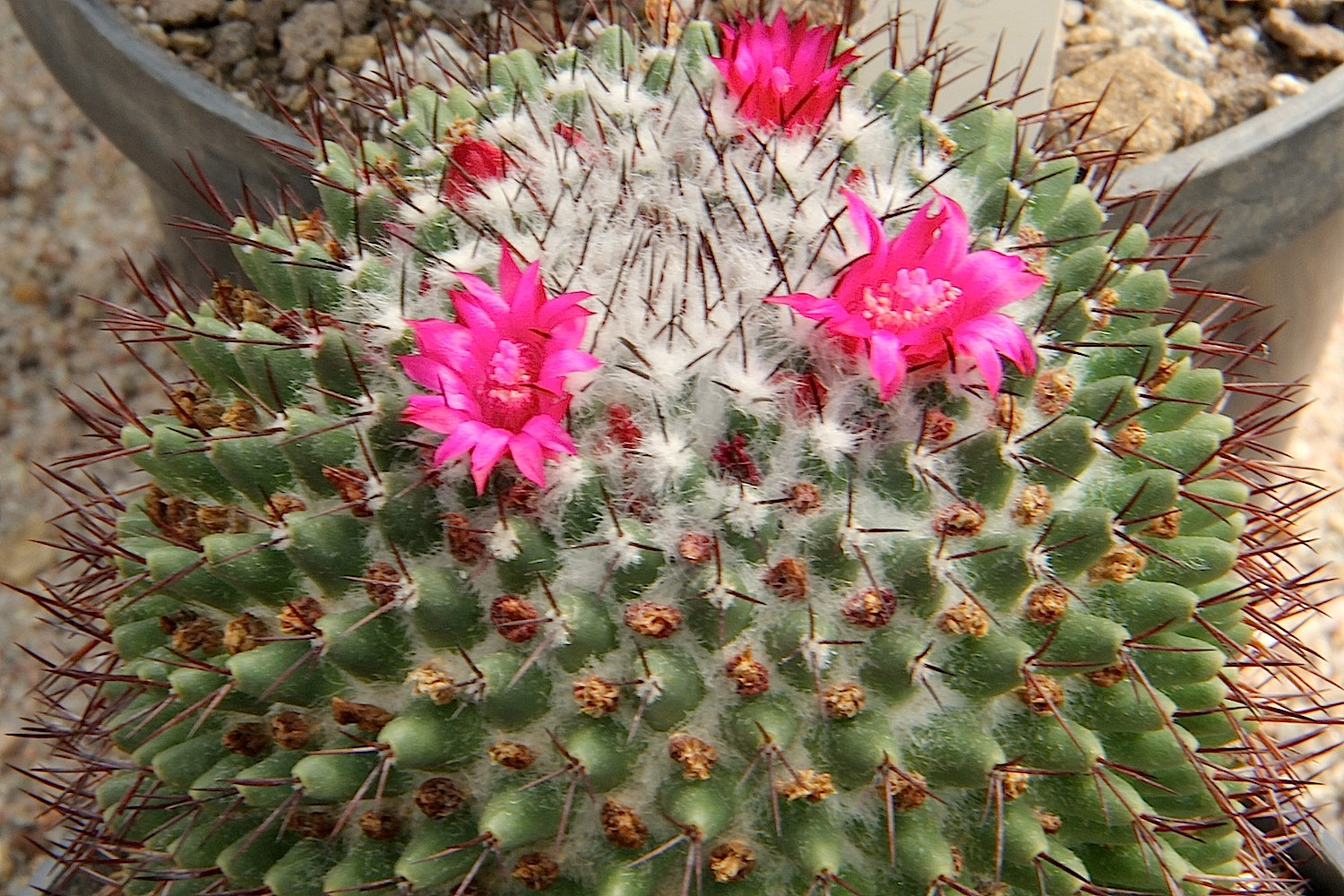
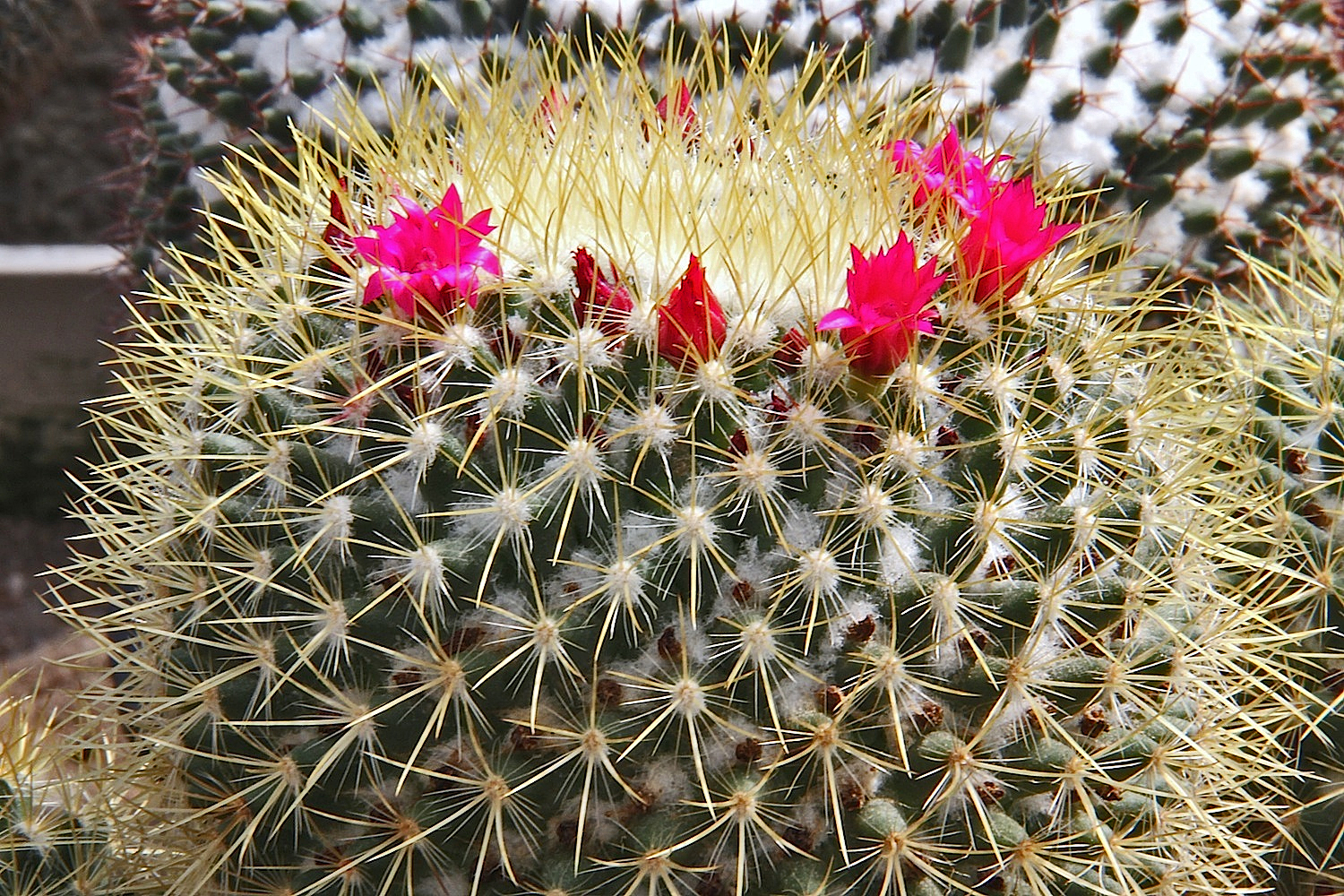
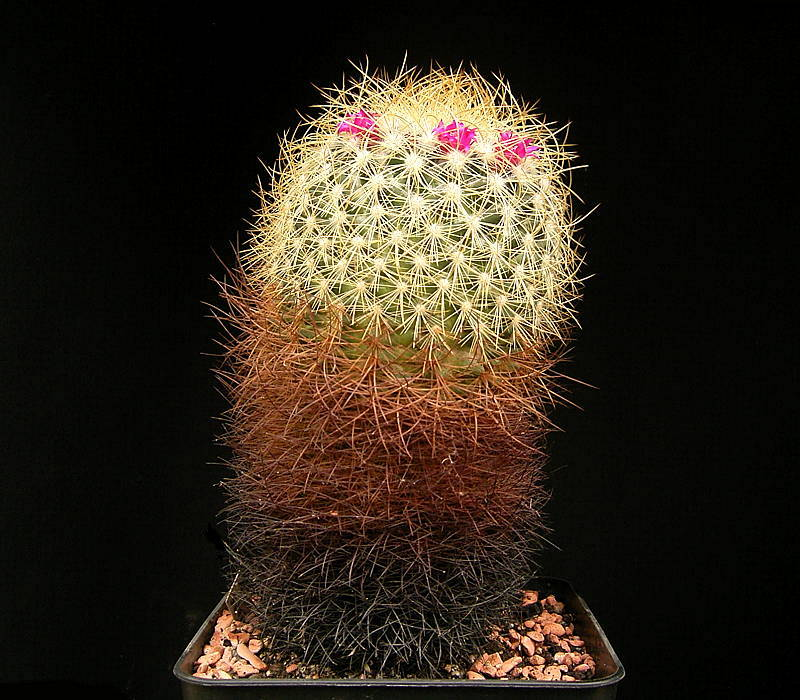
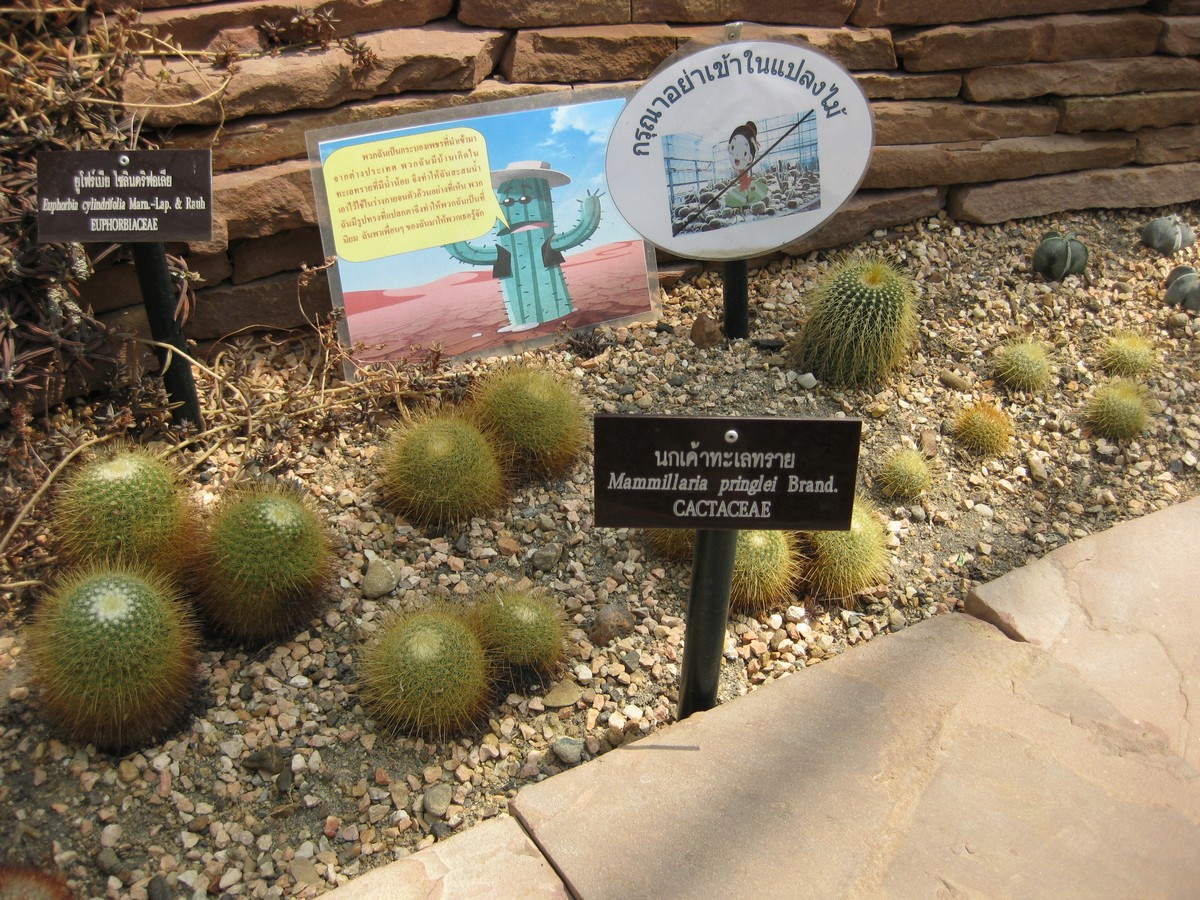